# اچ‌نوام‌اس هورتن (ای۵۳۰)
اچ‌نوام‌اس هورتن (ای۵۳۰) (به انگلیسی: HNoMS Horten (A530)) یک کشتی بود که طول آن ۸۷٫۴ متر (۲۸۶٫۷۵ فوت) بود. این کشتی در سال ۱۹۷۷ ساخته شد.